# Dvanáct kmenů
Dvanáct kmenů (anglicky Twelve Tribes) je mezinárodní konfederace křesťanských náboženských společenství (některými označované jako sekta). Byla založena Genem Spriggsem (dnes známý jako Yoneq) v roce 1972 ve městě Chattanooga ve státě Tennessee v USA. Celosvětově má okolo 3000 členů. Působí především v Severní Americe, ale zastoupení má i v Evropě, Jižní Americe a Austrálii.
Její členové žijí striktně podle Bible v přísně hierarchizovaném společenství komunitním, patriarchálním způsobem života. Živí se pěstováním vlastních plodin a chovem hospodářských zvířat. Své děti odmítají posílat do veřejných škol i kvůli tomu, že se tam vyučuje sexuální výchova a evoluční teorie. Předmětem sporů se stal také přísný způsob výchovy (známy jsou případy z Německa, kde došlo i k odebrání dětí z rodin). Předmětem kritiky ze strany křesťanských církví bývá také to, že jejich duchovní jsou bez teologického vzdělání.
V roce 2023 přinesl Náboženský infoservis informaci o stěhování jedné komunity z Francie právě po projednání různých kontroverzi budících důvodů. Stalo se tak poté, co v tamním tzv. Tabitině sídle došlo k mezinárodnímu setkání komunity, a tak podle členů musejí hledat zázemí jinde.

## Náboženská praxe
V životě Dvanácti kmenů se objevují prvky známé z judaismu: šabat a některé židovské svátky jako Pesach nebo Šavu'ot, některé jídelní předpisy či obliba biblických jmen. Připomíná praxi prvotní církve – ve víře v Ježíše (Jašuu), ovšem při dodržování některých židovských předpisů.
Specifikem teologie Dvanácti kmenů je doslovné čtení Bible, které má vést k životu podle původního Božího záměru („přirozeného zákona“ – tedy uspořádání, které pro člověka a lidskou společnost Bůh zamýšlel), a eschatologická očekávání událostí druhého příchodu Jašuy (Ježíše) na tento svět.

## Výchova v komunitě
Členové preferují domácí vzdělávání dětí. Předmětem kontroverzí, o nichž přinesl informaci i Náboženský infoservis, se stal způsob výchovy včetně fyzických trestů. Ty probíhají ve zvláštní místnosti obvykle za přítomnosti rodičů a dalšího člena komunity. Po samotném trestu následuje usmíření.
Kvůli krutému zacházení s dětmi došlo v minulosti v Německu k úřednímu odebrání dětí rodičům a na některé je vydán mezinárodní zatykač pro podezření z únosu dětí. V říjnu roku 2024 však média uveřejnila zprávu právě o vyjádření německých soudů, podle níž mohou děti na základě vlastní vůle zůstat se svými rodiči.

## Dvanáct kmenů v Česku
V Česku hnutí vlastní statek Uchované semínko ve vsi Mšecké Žehrovice ve středních Čechách. Druhé sídlo je v obci Skalná na Chebsku.